# Lidzbark
Lidzbark (pot. Lidzbark Welski, niem. Lautenburg) – miasto w Polsce położone w województwie warmińsko-mazurskim, w powiecie działdowskim. Siedziba gminy miejsko-wiejskiej Lidzbark. 
Miasto posiada status miasta turystycznego, ma rozwiniętą bazę noclegową i gastronomiczną. Od 1997 r. patronem miasta jest św. Wojciech. Według danych GUS z 1 stycznia 2024 r. Lidzbark liczył 7182 mieszkańców.

## Położenie
Miasto leży nad rzeką Wel oraz Jeziorem Lidzbarskim, na pograniczu Garbu Lubawskiego i Równiny Urszulewskiej. W pobliżu znajdują się dwa parki krajobrazowe: Górznieńsko-Lidzbarski i Welski.
Lidzbark leży na obszarze ziemi lubawskiej, a także na dawnej ziemi Sasinów.

## Toponimia
Językoznawcy przyjmują, że nazwa miasta pochodzi od XIV-wiecznego komtura chełmińskiego Otto von Lutterberga, któremu Lidzbark zawdzięczać miał otrzymanie praw miejskich. Wyewoluowała z niej ostateczna forma niemiecka Lautenburg, zaś już w XVII w. notowane jest równolegle spolszczenie fonetyczne do postaci Lidzbark.

## Historia
Lidzbark założono na prawie niemieckim już w 1301 roku. Po nadaniu ziemi chełmińsko-michałowskiej Krzyżakom w 1303 roku zbudowano zamek i ufortyfikowane miasto. Krzyżacy po zajęciu Lidzbarka rozpoczęli na nowo i po swojemu budować miasto. Zakonowi zależało na szybkiej jego budowie ze względu na sąsiedztwo z Mazowszem. Budując go, nadano mu charakter obronny. W tym okresie wybudowano m.in. kościół pw. św. Wojciecha, zamek, młyn i ratusz. Prawa miejskie Lidzbark uzyskał na początku XIV wieku (ok. 1325), w latach 1405–1407 miasto otoczono murami obronnymi z dwiema bramami. W 1415 miało miejsce odnowienie praw miejskich. Mieszkańcy przystąpili do Związku Pruskiego w 1454 r. Po zawarciu II pokoju toruńskiego z Zakonem w 1466 roku miasto znalazło się w granicach Polski. Rozpoczął się wtedy szybki rozwój „grodu nad Welem”, który uzyskał liczne przywileje królewskie. W wyniku I rozbioru Polski w 1772 miasto znajdowało się w granicach Prus, z wyjątkiem lat 1807–1815, kiedy to stanowiło część Księstwa Warszawskiego. W 1887 r. przez miasto przeprowadzono trasę kolejową z Działdowa do Brodnicy. 
Od 5 listopada 1906 r. do 10 czerwca 1907 r. w miejscowej szkole elementarnej odbył się strajk dzieci przeciwko nauczaniu religii w języku niemieckim. Z uczestników strajku znane są nazwiska następujących dzieci: A. Bartkowska, M. Czajkowska, S. Dąbrowski, J. Dembiński, J. Garzyńska, F. Gutkowska, J. Gumiński, Z. Herman, A. Karczewski, A. J. M. Kamińscy, F. Karpiński, L. H. Kirstein, K. Krukowski, F. Kradziecki, W. Nadolski, M. Perowicz, W. Rogowski, S. Rogozińska, F. Rostek, W. Szostakowska, K. Tuszyńska, W. Weitz. Strajk był elementem znacznie większej akcji biernego oporu wobec pruskich władz szkolnych, która na przełomie 1906 i 1907 r. objęła część szkół w prowincji Prusy Zachodnie, czyli przedrozbiorowe Pomorze Gdańskie, Powiśle, ziemię chełmińską i ziemię lubawską oraz część Krajny. Inspiracją dla strajków pomorskich były wcześniejsze działania dzieci w prowincji wielkopolskiej, ze słynnym strajkiem we Wrześni (1901) na czele.
Do Polski miasto powróciło dopiero 18 stycznia 1920 roku, a 14 sierpnia 1920 na krótko zostało zajęte przez Rosjan. W 1932 roku miasto wyłączono z powiatu brodnickiego i włączono do działdowskiego, a w 1939 wraz z tym drugim przeniesiono z województwa pomorskiego do województwa warszawskiego.  Po wojnie Lidzbark obudowano ze zniszceń wojennych, powstały wówczas tartak, garbarnia, cegielnia, mleczarnia oraz Zakład Prefabrykatów Elementów Budowlanych.
W latach 1954–1972 miasto nie należało a było siedzibą władz gromady Lidzbark. Lidzbark w latach 1975–1998 leżał na terenie ówczesnego województwa ciechanowskiego i podlegał pod Urząd Rejonowy w Działdowie.
Jeśli chodzi o prawa miejskie, to Lidzbark mógł je otrzymać nie wcześniej niż w XIV wieku. Świadczyć mogłyby o tym pierwsze przywileje miejskie pochodzące z 1410 i 1414 roku. Wiele współczesnych nazw ulic wskazuje na to, że pochodzą one z dość odległych czasów. Takie ulice jak: Zamkowa, Podzamcze, Kościelna, Piaski, Stare Miasto, Sądowa czy też Słomiany Rynek mają pochodzenie historyczne.

## Herb miasta
Z braku wiarygodnych dokumentów trudno jest ustalić, czy herb miasta pochodzi z okresu rządów krzyżackich, czy też został ustanowiony dopiero po pokoju toruńskim, czyli po 1466 roku. Najstarszy dokument, który przetrwał z herbem Lidzbarka pochodzi dopiero z 1571 roku. Była nim wtedy głowa jednorożca, czyli głowa konia z rogiem na czole. Taki herb znajduje się na pieczęci miejskiej. Należy podkreślić, że pierwszym historykiem niemieckim, który stwierdzał, że herbem miasta Lidzbark jest głowa jednorożca, był F.A. Wossberg. W XVII wieku sporządzono nową pieczęć miasta również z głową jednorożca w tarczy z napisem „Sigillum Civitatis Lautenburgensis”. Pieczęć ta przetrwała blisko 200 lat, aż do czasów rozbiorowych.
W okresie rządów pruskich miasto miało herb przedstawiający orła pruskiego. W 1886 roku mieszkańcy postanowili przywrócić miastu dawny herb i zwrócili się w tej sprawie do Archiwum w Berlinie, z prośbą o potwierdzenie jego autentyczności. Na podstawie orzeczenia archiwum wydało orzeczenie, że herbem Lidzbarka jest głowa jednorożca z rogiem na czole. Władze Lidzbarka kazały jednak sprawić miastu pieczęć z całą figurą jednorożca. Stało się to dlatego, że Beckherrn w swojej monografii o herbach miast pruskich mylnie twierdził, że Lidzbark ma herb przedstawiający całego jednorożca. Wykorzystując opinie Beckherrna, władze miasta nie zezwoliły na używanie dawnego herbu.
W okresie międzywojennym, jak również zaraz po II wojnie światowej, używano herbu przedstawiającego całą figurę jednorożca. Mieszkańcy po powrocie do macierzy w 1920 roku, na skutek dawnej propagandy pruskiej, byli skłonni wierzyć w słuszność takiego herbu.
Od czego natomiast pochodzi herb miasta, nie daje się w ogóle ustalić, po prostu z braku jakichkolwiek przesłanek. Jeśli chodzi o pierwotny kolor tarczy i głowy jednorożca to przypuszcza się, że tarcza była błękitnego, zaś głowa żółtego. Taki właśnie herb dla Lidzbarka zatwierdziło Ministerstwo Spraw Wewnętrznych i Administracji Rzeczypospolitej Polskiej.

## Samorząd
Mieszkańcy miasta i gminy Lidzbark wybierają w powszechnych wyborach samorządowych burmistrza oraz 15 radnych, spośród których wybierany jest 1 przewodniczący i 2 wiceprzewodniczących.
| Burmistrz                   | Burmistrz                      |
| PIĄTKOWSKI Andrzej Wojciech | PIĄTKOWSKI Andrzej Wojciech    |
| Okręg                       | Nazwisko i imię radnego/radnej |
| --------------------------- | ------------------------------ |
| 1                           | NAWROCKA Małgorzata Maria      |
| 2                           | ŁUKASZEWSKI Janusz Adam        |
| 3                           | WACŁAWSKA Dorota Maria         |
| 4                           | BRAUN Karol                    |
| 5                           | DZIMIRA Michał Paweł           |
| 6                           | WIŚNICKI Jarosław              |
| 7                           | PLUTA Adam Grzegorz            |
| 8                           | NOWIŃSKI Dariusz Jarosław      |
| 9                           | WERĘGOWSKI Karol               |
| 10                          | CYBULSKI Wojciech              |
| 11                          | KORDALSKI Bartłomiej           |
| 12                          | KWIATKOWSKI Michał Łukasz      |
| 13                          | GRASZEK Agnieszka              |
| 14                          | SAWULSKI Łukasz                |
| 15                          | PAWELSKI Bartosz               |

| Burmistrz                | Burmistrz                      |
| SITAREK Maciej Krzysztof | SITAREK Maciej Krzysztof       |
| Okręg                    | Nazwisko i imię radnego/radnej |
| ------------------------ | ------------------------------ |
| 1                        | MARSZAK Tomasz                 |
| 2                        | KALISZ Agnieszka               |
| 3                        | WACŁAWSKA Dorota Maria         |
| 4                        | OSTROWSKI Marek Witold         |
| 5                        | DZIMIRA Michał Paweł           |
| 6                        | WIŚNICKI Jarosław              |
| 7                        | IWANKOWSKI Waldemar Adam       |
| 8                        | NOWIŃSKI Dariusz Jarosław      |
| 9                        | CIESIELSKI Paweł               |
| 10                       | KREZYMON Hanna Maria           |
| 11                       | CHMIELEWSKI Leon               |
| 12                       | KWIATKOWSKI Michał Łukasz      |
| 13                       | SKUZA Waldemar Antoni          |
| 14                       | TRZCIŃSKI Mirosław             |
| 15                       | GUTOWSKI Zbigniew Piotr        |

| Burmistrz                | Burmistrz                      |
| SITAREK Maciej Krzysztof | SITAREK Maciej Krzysztof       |
| Okręg                    | Nazwisko i imię radnego/radnej |
| ------------------------ | ------------------------------ |
| 1                        | DUDANIEC Tomasz Maciej         |
| 2                        | ZAKRZEWSKA Grażyna Barbara     |
| 3                        | GOSZKA Andrzej                 |
| 4                        | MROCZKOWSKI Piotr              |
| 5                        | DZIMIRA Michał Paweł           |
| 6                        | FRYZA Radosław Wojciech        |
| 7                        | IWANKOWSKI Waldemar Adam       |
| 8                        | NOWIŃSKI Dariusz Jarosław      |
| 9                        | CIESIELSKI Paweł               |
| 10                       | KOSMAN Tadeusz                 |
| 11                       | CHMIELEWSKI Leon               |
| 12                       | KWIATKOWSKI Michał Łukasz      |
| 13                       | SKUZA Waldemar Antoni          |
| 14                       | TRZCIŃSKI Mirosław             |
| 15                       | GUTOWSKI Zbigniew Piotr        |

| Burmistrz    | Burmistrz                      |
| ROGOWSKI Jan | ROGOWSKI Jan                   |
| Okręg        | Nazwisko i imię radnego/radnej |
| ------------ | ------------------------------ |
| 1            | DUDANIEC Tomasz Maciej         |
| 1            | ZAKRZEWSKA Grażyna Barbara     |
| 2            | KOZŁOWSKI Grzegorz Wojciech    |
| 2            | GOSZKA Andrzej                 |
| 3            | DZIMIRA Michał Paweł           |
| 3            | MODZELEWSKI Tadeusz            |
| 4            | RZESZUTKO Ewa Maria            |
| 5            | NOWIŃSKI Dariusz Jarosław      |
| 6            | CIESIELSKI Paweł               |
| 7            | KOSMAN Tadeusz                 |
| 8            | KORDALSKI Ryszard              |
| 9            | GUTOWSKI Zbigniew Piotr        |
| 10           | TRZCIŃSKI Mirosław             |
| 11           | MOSTOWICZ Paweł                |
| 12           | OGRODOWSKI Henryk              |

| Burmistrz    | Burmistrz                      |
| ROGOWSKI Jan | ROGOWSKI Jan                   |
| Okręg        | Nazwisko i imię radnego/radnej |
| ------------ | ------------------------------ |
| 1            | WIŚNIEWSKI Andrzej Janusz      |
| 1            | DUDANIEC Tomasz Maciej         |
| 2            | KOZŁOWSKI Grzegorz Wojciech    |
| 2            | GOSZKA Andrzej                 |
| 3            | DZIMIRA Michał Paweł           |
| 3            | MODZELEWSKI Tadeusz            |
| 4            | RZESZUTKO Ewa Maria            |
| 5            | ROMULEWICZ Irena               |
| 6            | WITKOWSKI Taduesz              |
| 7            | MACHUJSKI Tadeusz              |
| 8            | KORDALSKI Ryszard              |
| 9            | WRZOSEK Stefan Kazimierz       |
| 10           | TRZCIŃSKI Mirosław             |
| 11           | KACPRZAK Tadeusz Edward        |
| 12           | JÓZWOWSKI Tadeusz              |

## Demografia
Według danych GUS na dzień 1 stycznia 2023 r. Lidzbark liczył 7300 mieszkańców.
Piramida wieku mieszkańców Lidzbarka w 2014 roku.

## Architektura

### Zabytki
- Kościół św. Wojciecha[13]
- Resztki gotyckiej baszty zamkowej z XIV wieku[14]
- Kościół ewangelicko-augsburski z 1829 r. razem z domem kancelaryjnym
- Założenie urbanistyczne Starego Miasta z lat 1320–1331
- Budynki: Szkoły Podstawowej, Urzędu Miasta, byłej garbarni, rzeźni, gazowni, dworca kolejowego i kamieniczki secesyjne z przełomu XIX i XX w.
- Figurka św. Jana Nepomucena nad rzeką Wel z 1802 r.
- Spichlerz Zbożowy z końca XIX w.
- Dwie wieże wodociągowe z 1909 r.

Wybrane zabytki Lidzbarka
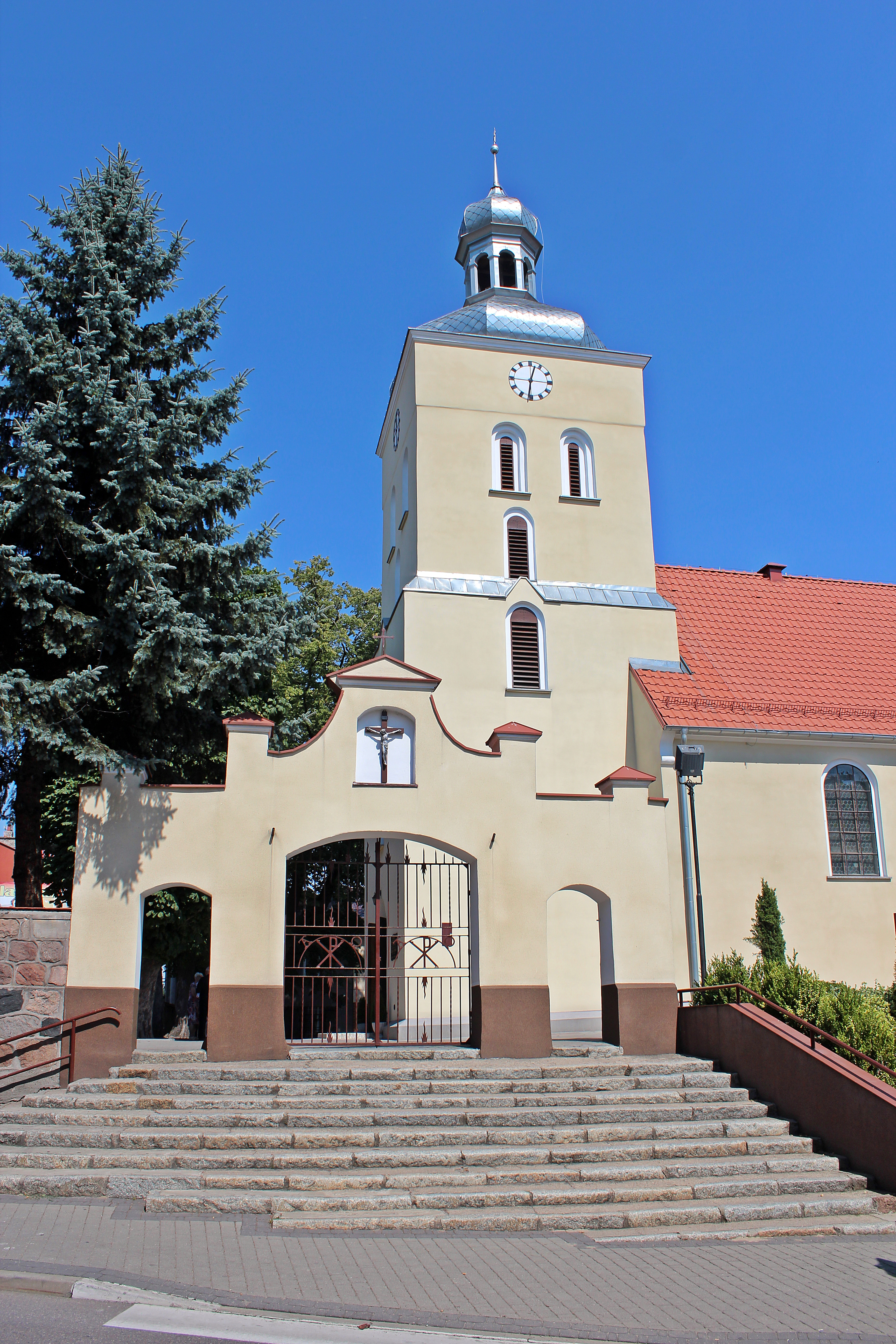
Kościół św. Wojciecha
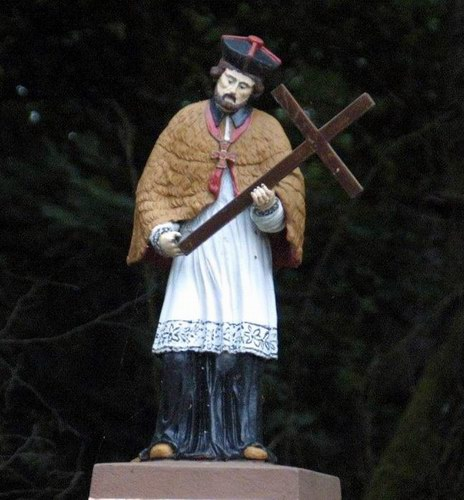
Figurka św. Jana Nepomucena na moście
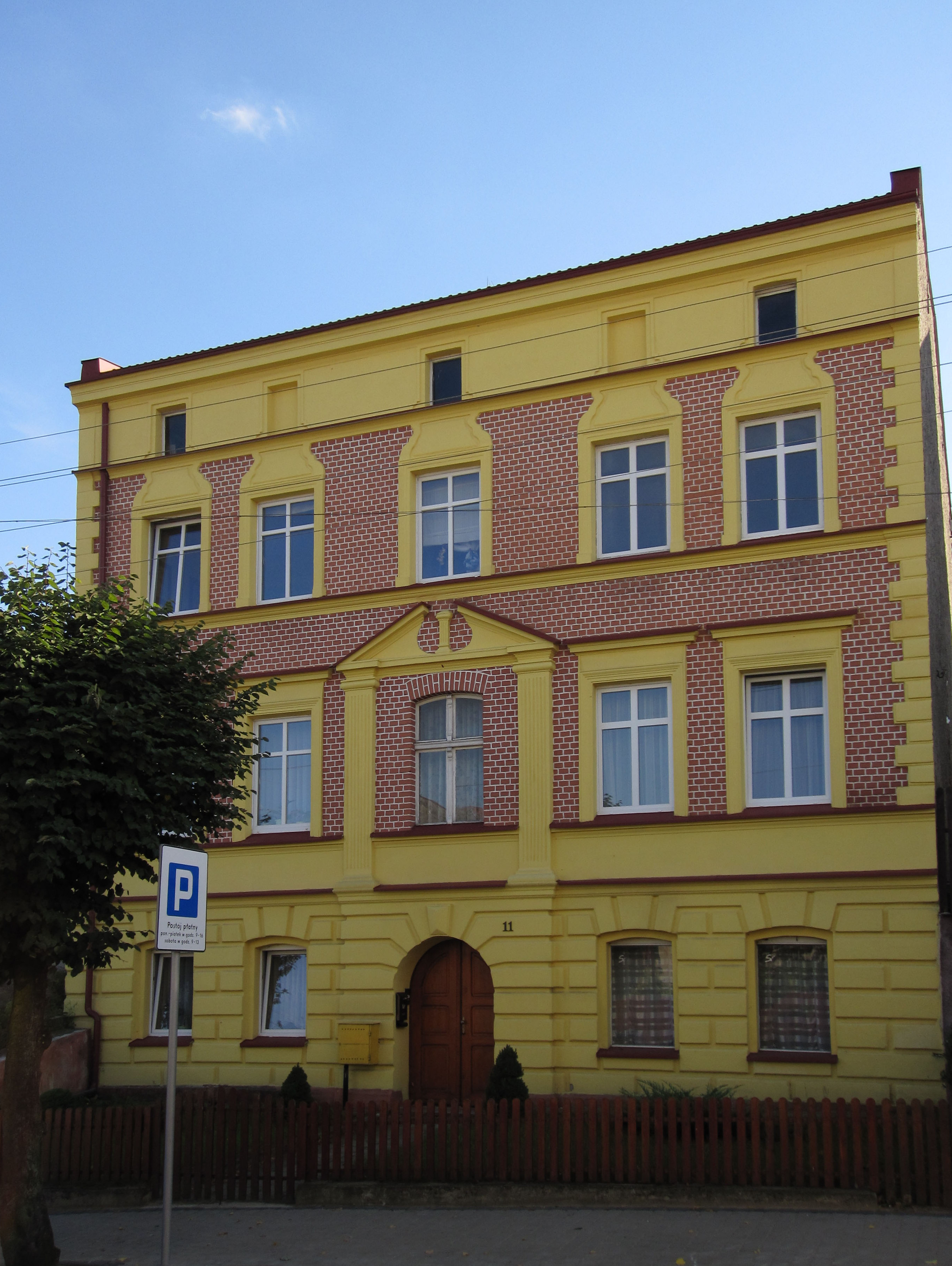
Zabytkowa kamienica przy ul. Sądowej
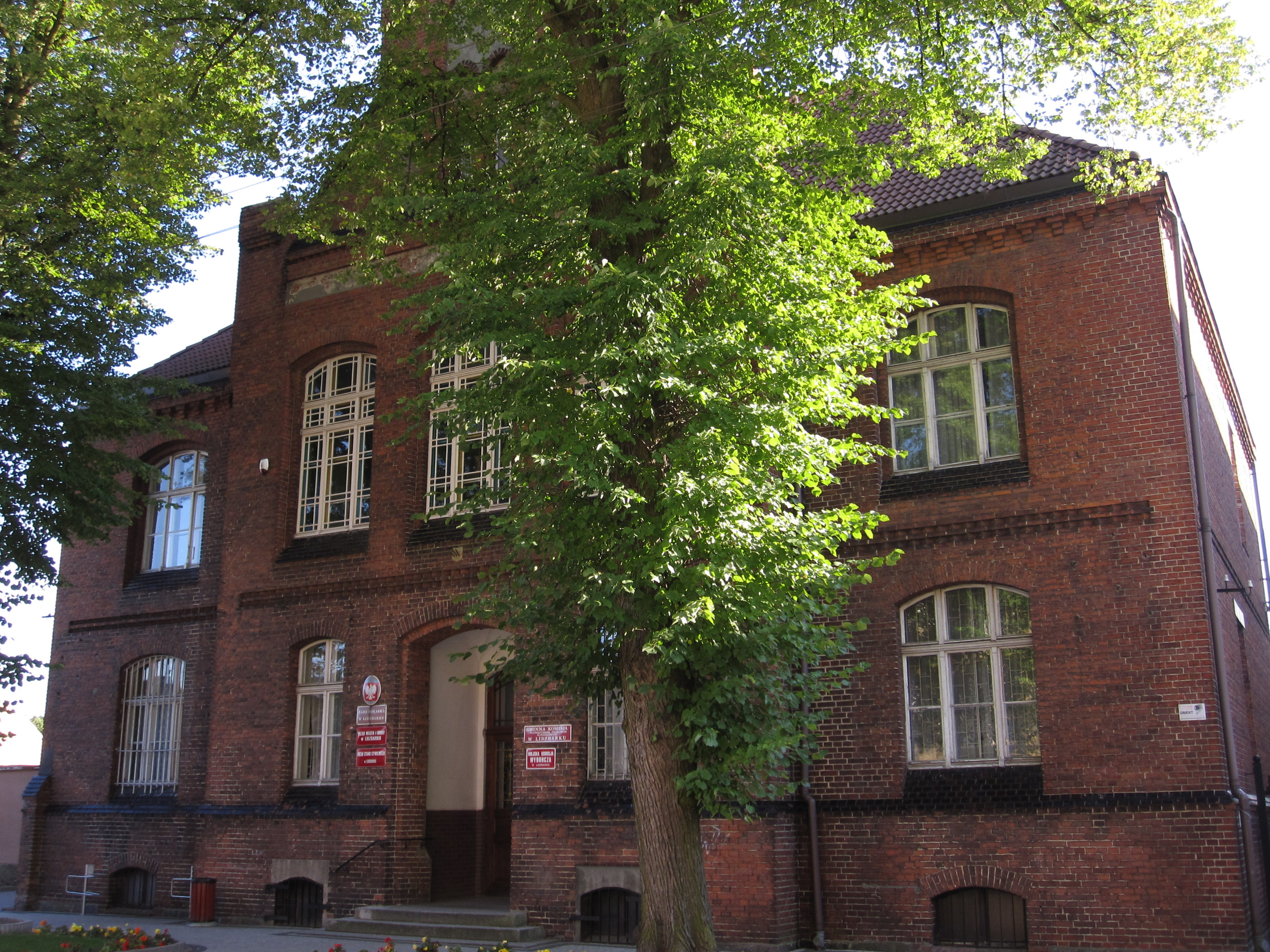
Urząd Miasta

## Gospodarka

### Przemysł
Główne zakłady przemysłowe: producent karniszy i rolet KARWEL, fabryka mebli Classic Soffa, fabryka mebli „Wolność”, fabryka betonu komórkowego „H+H Polska”, fabryka tkanin „SE-DA”, przetwórstwo skór „Skórpol” i drewna „Poldrew”, „Dąb-Wel”.

## Transport

### Drogi
Lidzbark położony jest przy drogach:
- droga wojewódzka nr 541 Lubawa – Lidzbark – Żuromin – Sierpc – Dobrzyń nad Wisłą
- droga wojewódzka nr 544 Brodnica – Lidzbark – Działdowo – Mława – Przasnysz – Ostrołęka

Drogi wojewódzkie na terenie miasta:
- Główny Dworzec
- Działdowska
- Nowy Rynek
- Zieluńska
- Chopina

### Kolej
Przez Lidzbark przebiega linia kolejowa nr 208 Działdowo – Chojnice. Na terenie miasta przy linii kolejowej usytuowane są dwie stacje kolejowe (Lidzbark i Lidzbark Miasto). 1 lutego 2007 roku ruch pociągów osobowych został wstrzymany z powodu braku dofinansowania ze strony Urzędu Marszałkowskiego w Olsztynie. Ostateczne zawieszenie ruchu osobowego nastąpiło 1 września 2009 roku w związku z zawieszeniem kursowania pociągu pospiesznego „Warmia” relacji Grudziądz-Kraków Płaszów, który był wtedy ostatnim kursującym przez Lidzbark pociągiem pasażerskim. Obecnie przez Lidzbark jeżdżą tylko pociągi towarowe.

## Turystyka

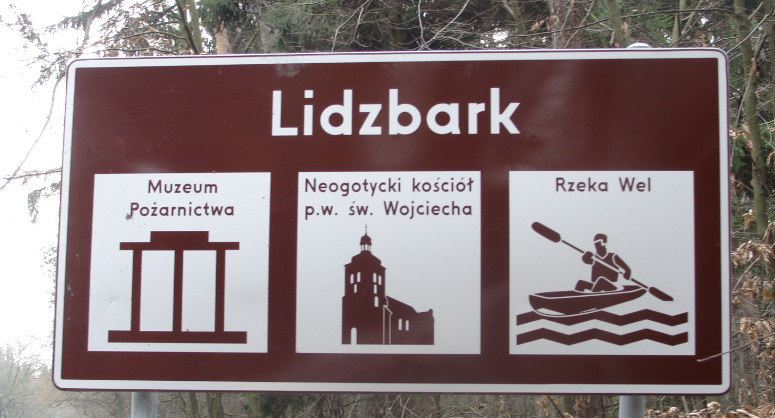
Znak turystyczny przed wjazdem do miasta

Położenie miasta, bliskość jezior i dużego kompleksu leśnego i zabytkowy układ urbanistyczny, estetyka i kameralność, stwarzają dobre warunki do rekreacji i wypoczynku. Okolice miasta, jak i Gmina Lidzbark charakteryzują się wysokimi walorami przyrodniczymi. Stanowią wymarzone miejsce wypoczynku i rekreacji dla miłośników wędkarstwa, kajakarstwa, grzybobrania, wycieczek pieszych, rowerowych, a także konnych.
Gmina spełnia warunki dla rozwoju turystyki i agroturystyki. Posiada ciekawe tereny, które przyciągają widokami, bazę noclegową i gastronomiczną, a także bazę agroturystyczną. Na terenie gminy zlokalizowane są ośrodki wczasowe na około 2000 miejsc. Charakterystyczną cechą regionu jest różnorodność cech środowiska przyrodniczego, co uwidacznia się w bogactwie flory i fauny, a także w zróżnicowaniu krajobrazu. Ważnym elementem przyrodniczym regionu są jeziora. Są to jeziora polodowcowe, głównie typu rynnowego. Najczęściej są  długie, wąskie o stromych brzegach, znacznych głębokościach i nie wyrównanym dnie. Układają się  w ciągi połączone ciekami. Większość jezior leży w ciągu rzeki Wel. Jeziora w zdecydowanej większości należą do zbiorników eutroficznych, czyli bogatych w substancje odżywcze. Największy ruch turystyczny obserwuje się nad jeziorami: Lidzbarskim, Piaseczno i Kiełpińskim, wokół których zlokalizowano ośrodki wczasowe.
Na obszarze parków krajobrazowych, w poszczególnych nadleśnictwach wyznaczone zostały również dydaktyczne ścieżki przyrodnicze.
Miasto zdobyło w roku 2012 w plebiscycie organizowanym przez „Gazetę Olsztyńską” tytuł „Letniej stolicy Warmii i Mazur”.

## Media
- Tygodnik Działdowski – mutacja Tygodnika Ciechanowskiego
- Gazeta Działdowska – dodatek do Gazety Olsztyńskiej
- Radio 7 - stacja radiowa na częstotliwości  88, 0 MHz.

## Edukacja
- Przedszkole Miejskie
- Szkoła Podstawowa nr 1 im. Tadeusza Kościuszki
- Szkoła Podstawowa nr 2 im. Szarych Szeregów
- Zespół Szkół im. Króla Władysława Jagiełły
  - Technikum
  - Branżowa Szkoła I Stopnia
  - Liceum Ogólnokształcące im. Krzysztofa Kamila Baczyńskiego
- Prywatna Zaoczna Szkoła Policealna Zespołu Edukacji „Wiedza”
- Centrum Kształcenia Ustawicznego

## Kultura
- Miejsko-Gminny Ośrodek Kultury
- Miejsko-Gminna Biblioteka Publiczna
- Placówka Opiekuńczo-Wychowawcza dla Dzieci i Młodzieży „Mario”
- Dom Senior+

### Muzea
- Warmińsko-Mazurskie Muzeum Pożarnictwa
- Muzeum Przyrody przy Welskim Parku Krajobrazowym
- Muzeum Etnograficzne im. Edwarda Klemensa w Jeleniu

### Organizacje
- Towarzystwo Miłośników Lidzbarka Welskiego
- Polskie Stowarzyszenie na Rzecz Osób z Upośledzeniem Umysłowym
- Stowarzyszenie Niesienia Pomocy Dzieciom „Mario”
- Stowarzyszenie Edukacji Ekologicznej „Ekoświt”
- Polski Związek Wędkarski
- Polski Związek Niewidomych
- Kurkowe Bractwo Strzeleckie
- Związek Harcerstwa Polskiego
- Wodne Ochotnicze Pogotowie Ratunkowe
- Stowarzyszenie „Wrota Mazur”
- Ochotnicza Straż Pożarna
- Młodzieżowa Orkiestra Dęta OSP Lidzbark
- Klub Honorowych Dawców Krwi
- Towarzystwo Przyjaciół Pojazdów Zabytkowych „Jednorożec”
- Chrześcijańskie Stowarzyszenie Charytatywne „Samarytanin”
- Klub Abstynenta

## Kościoły i wspólnoty wyznaniowe

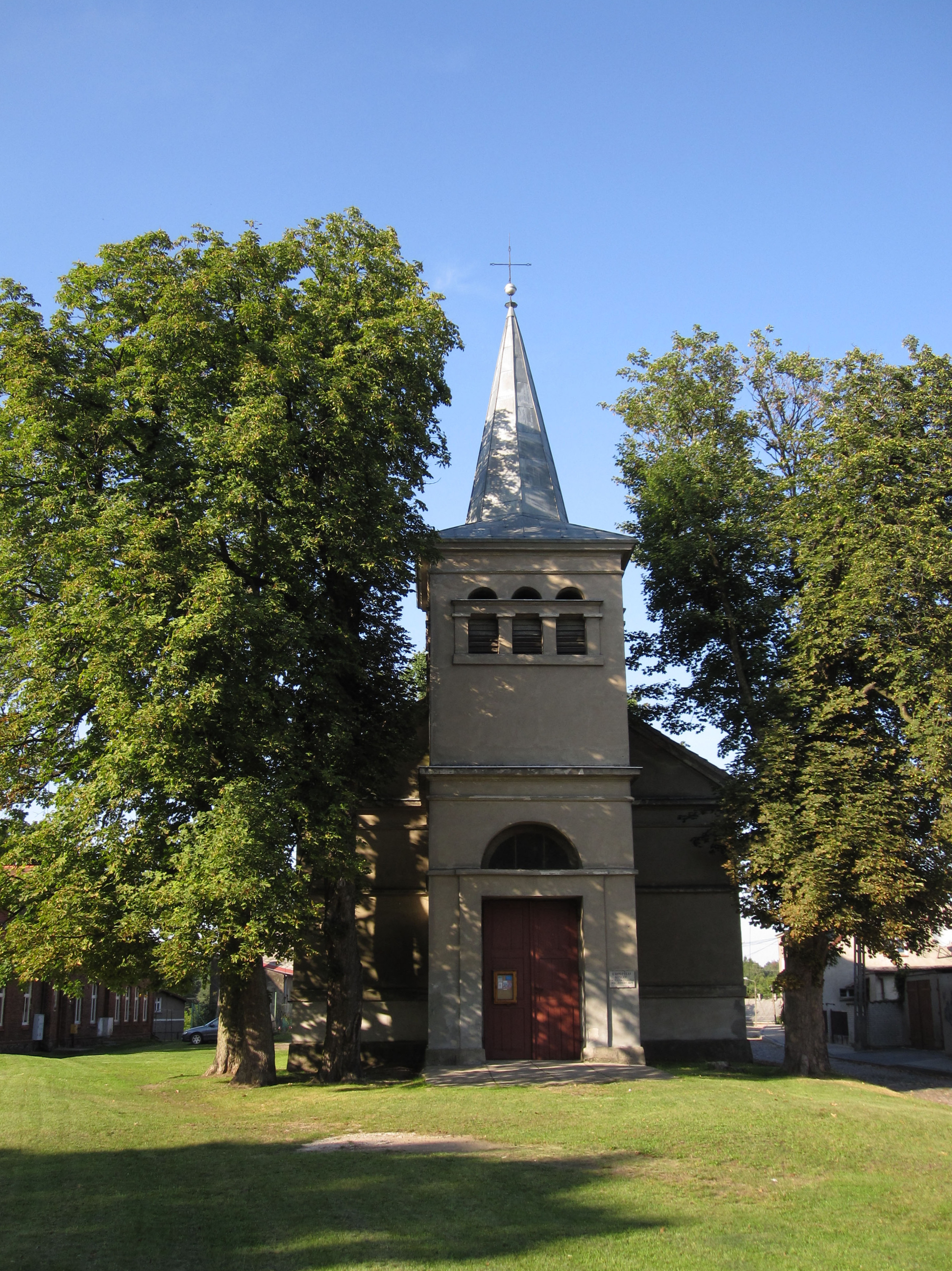
Kościół ewangelicko-augsburski

W Lidzbarku znajdują się dwie parafie Kościoła Rzymskokatolickiego: parafia św. Wojciecha i parafia Wniebowzięcia NMP, dwa zbory protestanckie. Jeden z nich należy do Kościoła Ewangelicko-Augsburskiego, drugi jest częścią Kościoła Chrystusowego oraz Świadkowie Jehowy: zbór Lidzbark.

## Sport
W mieście działa klub sportowy Wel Lidzbark prowadzący sekcje piłkarską i piłki siatkowej. Funkcjonuje także klub sportowy Wel-Bis, który prowadzi sekcję kajakarską. W Lidzbarku prężnie rozwija się sekcja lekkoatletyczna i tenisa stołowego.

## Miasta partnerskie
- Oebisfelde[18]
- Guttau[potrzebny przypis]